# Lucas Sithole (quần vợt)
Lucas Sithole (sinh ngày 30 tháng 9 năm 1986) là một vận động viên quần vợt xe lăn người Nam Phi. Sithole đã từng là nhà vô địch Mỹ mở rộng.